# 後藤純明
後藤 純明（ごとう すみあきら/すみあき　生年不詳 - 天文22年3月18日（1553年4月30日））は、戦国時代の武将。肥前後藤氏の第18代当主（武雄領主）。渋江公勢の子。第17代当主・後藤職明の養子。

## 経歴
肥前国長島庄潮見城主・橘姓渋江公勢の長男として誕生。母は後藤職明の娘。幼名は千代童丸。
外祖父・後藤職明に子がなかったため養子となる。永正16年（1519年）、後に武雄鍋島氏の菩提寺となる円応寺を開く。ところが、大永7年（1527年）に生家の渋江氏において父・公勢らが毒殺される内紛が起こると、これ好機として攻略し長島庄を自己の領地とした。
享禄3年（1530年）、敵対関係にあった島原半島南部の肥前有馬氏に武雄の塚崎城を攻められ、山内の住吉城にまで迫られた。純明は勝利を黒髪山に祈り、三間坂の白水原に陣取っていた有馬軍を奇襲して勝利した。なお、このとき戦勝を祝って足軽達が踊ったのが今も続く武雄の郷土芸能「荒踊り」の起源であるという。その後は和睦し有馬晴純の妹を妻として義兄弟の間柄となった。以後、協力関係になった有馬氏と軍事行動を共にすることが増え、天文4年（1535年）には有馬晴純を助けて龍造寺家兼と戦い勝利し、天文9年（1540年）には千葉喜胤が杵島郡に進出すると有馬軍に加わって勝利したという。
天文11年（1542年）、父・公勢の三男である弟・渋江公親が長島庄の旧領を回復すべく挙兵、波多氏・松浦氏とともに侵攻した。純明は防戦するも失敗して住吉城に退却を余儀なくされ、公親は日皷山城（現在の八幡岳）に入り旧領を奪還した。しかし、純明はその3ヵ月後に日皷山城を攻略して公親を敗走させ、拠点を塚崎城に移している。
天文12年（1543年）、台頭する龍造寺家兼の失墜を企む少弐氏の重臣・馬場頼周から、有馬氏・多久氏・波多氏・鶴田氏・馬渡氏など西肥前の豪族の一人として協力を求められ、家兼の主君・少弐冬尚に対して挙兵する。天文13年（1544年）、主命により龍造寺家兼は一族による西肥前の追討の軍勢を派遣するが敗退、この後、馬場頼周の謀略によって結果的に龍造寺氏は一族誅殺の憂き目にあった。
天文14年（1545年）、大村純前の実子（庶子）であった又八郎（後の貴明）を養子として武雄に引き取った。
天文22年（1553年）、死去。